# Amfilochij (Bondarenko)
Amfilochij (světským jménem: Andrej Anatoljevič Bondarenko; * 24. června 1969, Kurčum) je kazašský duchovní Ruské pravoslavné církve a arcibiskup usť-kamenogorský a semipalatinský.

## Život
Narodil se 24. června 1969 ve vesnici Kurčum.
V letech 1987–1989 absolvoval vojenskou službu. Od roku 1991 byl oltářníkem a lektorem chrámu Svaté Trojice v Tekeli.
V letech 1993–1996 studoval na Almatském duchovním učilišti.
Dne 22. května 1994 byl rukopoložen na diákona a 25. května arcibiskupem almatským a semipalatinským Alexijem (Kutěpovem) na jereje. Po vysvěcení začal sloužit v chrámu svatého proroka Eliáše v Serebrjansku.
Roku 1998 byl představeným monastýru Svaté Trojice v Öskemenu (Usť-Kamenogorsku) igumenem Platonem (Divenkem) postřižen na monacha s mnišským jménem Amfilochij. Dne 20. srpna byl ustanoven představeným chrámu Pokrova přesvaté Bohorodice v Öskemenu a další rok byl jmenován blahočinným Öskemenského církevního okruhu (blahočiní).
Roku 2007 se stal představeným budovaného katedrálního chrámu Zvěstování přesvaté Bohorodice v Pavlodaru a blagočinným Pavlodarského církevního okruhu.
Roku 2010 byl převeden do města Almaty.
Roku 2011 dokončil studium na Tomském duchovním semináři a Státní univerzitě managementu v Moskvě.
Byl pracovníkem Východokazachstánského etnografického muzea a Shromáždění kazachstánského národa.
Dne 27. prosince 2011 jej Svatý synod zvolil biskupem usť-kamenogorským a semipalatinským. Dne 1. ledna 2012 byl v chrámu Nanebevstoupení Páně v Almaty metropolitou astanským a kazachstánským Alexandrem (Mogiljovem) povýšen na archimandritu. Dne 3. února 2012 byl v chrámu Všech svatých monastýru Danilov v Moskvě oficiálně jmenován biskupem a 26. února proběhla v chrámu svatého Demetria Soluňského v Moskvě jeho biskupská chirotonie. Světiteli byli patriarcha moskevský Kirill, metropolita krutický a kolomenský Juvenalij (Pojarkov), metropolita astanský a kazachstánský Alexandr (Mogiljov), biskup bronnický Ignatij (Punin) a biskup solněčnogorský Sergij (Čašin).
Dne 17. září 2012 byl Svatým synodem jmenován předsedou nově vzniklé Komise pro kulturu Kazachstánského metropolitního okruhu.
Dne 6. května 2022 byl při liturgii v chrámu Krista Spasitele v Moskvě povýšen patriarchou moskevským na arcibiskupa.